# Cot Rambong (Woyla Barat)
Cot Rambong is een bestuurslaag in het regentschap Aceh Barat van de provincie Atjeh, Indonesië. Cot Rambong telt 255 inwoners (volkstelling 2010).